# Эвенсен, Юхан Ремен
Юхан Ремен Эвенсен (норв. Johan Remen Evensen) род. 16 сентября 1985 года в Экснесе — известный норвежский прыгун с трамплина, призёр олимпийских игр и чемпионатов мира.
В кубке мира Юхан Ремен Эвенсен дебютировал в 2008 году, в марте 2009 года одержал свою первую, и на сегодняшний день единственную победу на этапе Кубка Мира в командных соревнованиях. Кроме победы, на сегодняшний момент имеет 7 попаданий в тройку на этапах Кубка Мира, из них 4 в командных соревнованиях и 3 в личных. Лучшим достижением по итогам Кубка Мира является 11 место в сезоне 2008-09.
На Олимпиаде-2010 в Ванкувере стартовал в двух дисциплинах, завоевал бронзовую медаль — в командных соревнованиях, и стал 15-м на большом трамплине.
За свою карьеру участвовал в одном Чемпионате мира, на котором завоевал одну серебряную медаль.
В 2011 году в матче в Викерсунде два раза за два дня побил рекорд мира. На тренировке он прыгнул на 243 метра (тогда как предыдущий рекордсмен, норвежский прыгун Ромёрен, прыгнул в 2005 году на 239 метров), а на следующий день он побил себя — прыгнул на 246,5 метров.
Использует лыжи производства фирмы Elan.